# Mike Keane
Pour les articles homonymes, voir Keane.
Michael Keane, dit Mike Keane, (né le 29 mai 1967 à Winnipeg, dans la province du Manitoba au Canada) est un joueur professionnel canadien de hockey sur glace qui évoluait au poste d'ailier droit.

## Carrière de joueur
Mike Keane a signé en tant qu'agent libre le 25 septembre 1985 avec les Canadiens de Montréal et a entamé sa carrière en Ligue nationale de hockey en 1988. Il a passé huit saisons à Montréal et a été capitaine de l'équipe à partir d'avril 1995 jusqu'en décembre 1995. Durant la saison 1995-1996, Keane est échangé, avec Patrick Roy, à l'Avalanche du Colorado contre Jocelyn Thibault, Andreï Kovalenko et Martin Ručínský. Pendant l'été 1997, il signe en tant qu'agent libre avec les Rangers de New York avec lesquels il joue la moitié d'une saison avant d'être encore échangé, cette fois aux Stars de Dallas. Il joue avec cette équipe jusqu'en 2000-2001, aidant les Stars à gagner la Coupe Stanley en 1999 ainsi qu'à retourner à la finale du précieux trophée l'année suivante. Il commence la saison 2001-2002 avec les Blues de Saint-Louis mais la termine au Colorado. Keane reste avec le Colorado jusqu'à ce qu'il le quitte pour aller rejoindre les Canucks de Vancouver au début de la saison 2003-2004.
Au début de la saison 2005-2006, Keane signe dans sa ville natale avec le Moose du Manitoba dans la Ligue américaine de hockey. Il devient le capitaine de l'équipe et conserve ce poste durant les cinq saisons suivantes.
Mike Keane a remporté, au cours de sa carrière, la Coupe Stanley à trois reprises: avec les Canadiens en 1993, avec l'Avalanche en 1996 et avec les Stars en 1999. Il est l'un des huit seuls joueurs de l'histoire de la LNH à avoir remporté la Coupe Stanley avec trois équipes différentes.
Au niveau international, il a représenté le Canada à l'occasion du championnat du monde junior 1987.

## Statistiques en carrière

### En club
| Saison     | Équipe                  | Ligue      |       | Saison régulière | Saison régulière | Saison régulière | Saison régulière | Saison régulière |    | Séries éliminatoires | Séries éliminatoires | Séries éliminatoires | Séries éliminatoires | Séries éliminatoires |
| Saison     | Équipe                  | Ligue      | PJ    | B                | A                | Pts              | Pun              | PJ               | B  | A                    | Pts                  | Pun                  |                      |                      |
| 1983-1984  | South Blues de Winnipeg | LHJM       |       |                  |                  |                  |                  |                  |    |                      |                      |                      |                      |                      |
| 1983-1984  | Warriors de Winnipeg    | LHOu       | 1     | 0                | 0                | 0                | 0                | -                | -  | -                    | -                    | -                    |                      |                      |
| 1984-1985  | Warriors de Moose Jaw   | LHOu       | 65    | 17               | 26               | 43               | 141              | -                | -  | -                    | -                    | -                    |                      |                      |
| 1985-1986  | Warriors de Moose Jaw   | LHOu       | 67    | 34               | 49               | 83               | 162              | 13               | 6  | 8                    | 14                   | 8                    |                      |                      |
| 1986-1987  | Warriors de Moose Jaw   | LHOu       | 53    | 25               | 45               | 70               | 107              | 9                | 3  | 9                    | 12                   | 11                   |                      |                      |
| 1986-1987  | Canadiens de Sherbrooke | LAH        | -     | -                | -                | -                | -                | 9                | 2  | 2                    | 4                    | 16                   |                      |                      |
| 1987-1988  | Canadiens de Sherbrooke | LAH        | 78    | 25               | 43               | 68               | 70               | 6                | 1  | 1                    | 2                    | 18                   |                      |                      |
| 1988-1989  | Canadiens de Montréal   | LNH        | 69    | 16               | 19               | 35               | 69               | 21               | 4  | 3                    | 7                    | 17                   |                      |                      |
| 1989-1990  | Canadiens de Montréal   | LNH        | 74    | 9                | 15               | 24               | 78               | 11               | 0  | 1                    | 1                    | 8                    |                      |                      |
| 1990-1991  | Canadiens de Montréal   | LNH        | 73    | 13               | 23               | 36               | 50               | 12               | 3  | 2                    | 5                    | 6                    |                      |                      |
| 1991-1992  | Canadiens de Montréal   | LNH        | 67    | 11               | 30               | 41               | 64               | 8                | 1  | 1                    | 2                    | 16                   |                      |                      |
| 1992-1993  | Canadiens de Montréal   | LNH        | 77    | 15               | 45               | 60               | 95               | 19               | 2  | 13                   | 15                   | 6                    |                      |                      |
| 1993-1994  | Canadiens de Montréal   | LNH        | 80    | 16               | 30               | 46               | 119              | 6                | 3  | 1                    | 4                    | 4                    |                      |                      |
| 1994-1995  | Canadiens de Montréal   | LNH        | 48    | 10               | 10               | 20               | 15               | -                | -  | -                    | -                    | -                    |                      |                      |
| 1995-1996  | Canadiens de Montréal   | LNH        | 18    | 0                | 7                | 7                | 6                | -                | -  | -                    | -                    | -                    |                      |                      |
| 1995-1996  | Avalanche du Colorado   | LNH        | 55    | 10               | 10               | 20               | 40               | 22               | 3  | 2                    | 5                    | 16                   |                      |                      |
| 1996-1997  | Avalanche du Colorado   | LNH        | 81    | 10               | 17               | 27               | 63               | 17               | 3  | 1                    | 4                    | 24                   |                      |                      |
| 1997-1998  | Rangers de New York     | LNH        | 70    | 8                | 10               | 18               | 47               | -                | -  | -                    | -                    | -                    |                      |                      |
| 1997-1998  | Stars de Dallas         | LNH        | 13    | 2                | 3                | 5                | 5                | 17               | 4  | 4                    | 8                    | 0                    |                      |                      |
| 1998-1999  | Stars de Dallas         | LNH        | 81    | 6                | 23               | 29               | 62               | 23               | 5  | 2                    | 7                    | 6                    |                      |                      |
| 1999-2000  | Stars de Dallas         | LNH        | 81    | 13               | 21               | 34               | 41               | 23               | 2  | 4                    | 6                    | 14                   |                      |                      |
| 2000-2001  | Stars de Dallas         | LNH        | 67    | 10               | 14               | 24               | 35               | 10               | 3  | 2                    | 5                    | 4                    |                      |                      |
| 2001-2002  | Blues de Saint-Louis    | LNH        | 56    | 4                | 6                | 10               | 22               | -                | -  | -                    | -                    | -                    |                      |                      |
| 2001-2002  | Avalanche du Colorado   | LNH        | 22    | 2                | 5                | 7                | 16               | 18               | 1  | 4                    | 5                    | 8                    |                      |                      |
| 2002-2003  | Avalanche du Colorado   | LNH        | 65    | 5                | 5                | 10               | 34               | 6                | 0  | 0                    | 0                    | 2                    |                      |                      |
| 2003-2004  | Canucks de Vancouver    | LNH        | 64    | 8                | 9                | 17               | 20               | 7                | 0  | 0                    | 0                    | 4                    |                      |                      |
| 2005-2006  | Moose du Manitoba       | LAH        | 69    | 3                | 11               | 14               | 66               | 12               | 2  | 1                    | 3                    | 4                    |                      |                      |
| 2006-2007  | Moose du Manitoba       | LAH        | 74    | 8                | 17               | 25               | 46               | 13               | 2  | 2                    | 4                    | 7                    |                      |                      |
| 2007-2008  | Moose du Manitoba       | LAH        | 73    | 8                | 8                | 16               | 36               | 6                | 0  | 0                    | 0                    | 6                    |                      |                      |
| 2008-2009  | Moose du Manitoba       | LAH        | 74    | 8                | 20               | 28               | 47               | 22               | 1  | 7                    | 11                   | 6                    |                      |                      |
| 2009-2010  | Moose du Manitoba       | LAH        | 75    | 9                | 22               | 31               | 49               | 6                | 0  | 2                    | 2                    | 2                    |                      |                      |
| Totaux LNH | Totaux LNH              | Totaux LNH | 1 161 | 168              | 302              | 470              | 881              | 220              | 34 | 40                   | 74                   | 135                  |                      |                      |

### En équipe nationale
| Année | Compétition                 |   | PJ | B | A | Pts | Pun         |  | Résultat |
| 1987  | Championnat du monde junior | 6 | 0  | 1 | 1 | 4   | Disqualifié |  |          |